# Sharjah Art Foundation
Sharjah Art Foundation (Umělecká nadace v Šardžá) je nadace současného umění a kultury se sídlem v Šardžá ve Spojených arabských emirátech, kterou založila v roce 2009 Hoor Al Qasimi, dcera sultána bin Muhammada Al-Qasimi, členka Nejvyšší rady Spojených arabských emirátů a současným vůdcem Šardžá, na podporu umělců a umělecké praxe v komunitách Šardžá a regionu prostřednictvím různých platforem, které zahrnují Sharjah Biennial, každoroční březnová setkání, umělecké rezidence, produkční granty, zakázky, umělecké výstavy, umělecký výzkum a publikace. Nadace zahrnuje výstavy s dílem arabských a mezinárodních umělců, performance, hudbu, filmové projekce, přednášky umělců a vzdělávání pro široké spektrum nebo publikum od dětí po dospělé. Sharjah Art Foundation se snaží podporovat veřejné vzdělávání a účast na uměleckých praktikách.

## Bienále v Šardžá
Sharjah Biennial je mezinárodní umělecká výstava, která se koná v Šardžá ve Spojených arabských emirátech jednou za dva roky. První mezinárodní bienále v Šardžá se konalo v roce 1993 pod organizací Sharjah Department of Culture and Information a později bylo převedeno na Sharjah Art Foundation, pro řízení a organizaci od svého založení v roce 2009. Cenu bienále uděluje na konci každé výstavy porota složená z renomovaných osobností světového umění.

## Březnová setkání
March Meeting je každoroční setkání mezinárodních umělců a uměleckých institucí v regionu. Organizuje ji Sharjah Art Foundation a byla zahájena v roce 2008, aby povzbudila regionální umělecké profesionály ke spojení, partnerství a sdílení nápadů v oblasti současného umění.

## Budovy
Kromě výstavby Rain Room, trvalého archivu pro umělecká díla uměleckého kolektivu Random International, Sharjah Art Foundation zrekonstruovala a provedla významné přístavby létajícího talíře, Sharjah a také zeleninového trhu Al Jubail, Chór Fakkán z éry 70. let 20. století. Kino bylo přestavěno na hudební školu a školku s pyramidovou střechou, která se mění na komunitní centrum. V roce 2023 otevřela Kalba Ice Factory, přestavbu nepoužívané továrny na výrobu krmiv a ledu v Kalbě na východním pobřeží Šardžá.

## Výstavy
Seznam pozoruhodných výstav pořádaných Sharjah Art Foundation:
| Rok  | Titul                                                  | Kurátor                          | Umělci |
| ---- | ------------------------------------------------------ | -------------------------------- | --- |
| 2009 | Disorientation II: The Rise and Fall of Arab Cities    | Jack Persekian                   | |
| 2010 | A Retrospective: Tarek Al Ghoussein                    | Jack Persekian                   | Tarek Al Ghoussein |
| 2011 | Drift                                                  | Hoor Al Qasimi                   | Bouchra Khalili, Doug Henders, Rika Noguchi. |
| 2011 | This Situation                                         |                                  | Tino Sehgal |
| 2012 | What should I do to live in your life?                 |                                  | Lee Kit, João Vasco Paiva |
| 2012 | Museum of Optography, The Purple Chamber               |                                  | Derek Ogbourne |
| 2012 | In Spite of it All                                     | Hoor Al Qasimi                   | Rashid Masharawi, Marcel Odenbach, Melik Ohanian, Raeda Saadeh, Sharif Waked.                                                                                       |
| 2012 | Just Knocked Out: ve spolupráci s MoMa                 | Peter Eleey                      | Lara Favaretto |
| 2013 | Chaos into Clarity: Re-Possessing a Funktioning Utopia | Shannon Ayers Holden             | Xenobia Bailey, Hassan Hajjaj, Zak Ove. |
| 2013 | I Look To You And I See Nothing                        | Olivier Varenne a Nicole Durling | Rjódži Ikeda, Anish Kapoor, Terence Koh, Teresa Margolles, Michelangelo Pistoletto, Lawrence Weiner, Gino de Dominicis, Shezad Dawood a Sophie Calle.               |
| 2014 | /seconds.                                              | Peter Lewis                      | Abdullah Al Saadi, Shezad Dawood, Leo Fitzmaurice, Margaret Harrison, Taraneh Hemami, Mohammed Kazem, Peter Kennard, Hassan Sharif, Sergei Svatčenko, Jalal Toufic. |
| 2018 | Rain Room                                              |                                  | Hannes Koch, Florian Ortkrass |